# Rhus integrifolia
 Rhus integrifolia, también conocido como planta de bayas de limonada o Limonada Zumaque, es un arbusto o pequeño árbol nativo del condado de Santa Bárbara, al oeste del condado de Riverside, en el suroeste de California, con un área de distribución que se extiende hasta el centro-norte de la costa del Pacífico Baja California y algunas islas, como Isla de Cedros. La comunidad de plantas se encuentra a menudo en los cañones, y en el norte, frente a las laderas de las elevaciones por debajo de 900 m s. n. m. A menudo híbrida con Rhus ovata.

## Descripción
Las hojas son simples (inusual en un género en donde la mayoría de las especies son trifoliadas). Las hojas son dentadas con una apariencia de cera por encima y por debajo de un tono más pálido. Las flores, que aparecen entre febrero y mayo, son pequeñas, estrechamente agrupadas, y pueden ser bisexuales.
El fruto maduro de Rhus integrifolia es pegajoso, de color rojizo, cubierto de pelos, de alrededor de siete a diez milímetros de diámetro. Los racimos de frutos se presentan en los extremos de las ramitas. Como su nombre indica, aunque muchas plantas dentro del género Rhus se consideran tóxicas, se sabe que las bayas de esta especie pueden ser utilizadas para elaborar una bebida similar en sabor a una limonada.

## Taxonomía
Rhus integrifolia fue descrita por Benth. & Hook.f. ex S.Watson  y publicado en Geological Survey of California, Botany 1: 110. 1876[1879].
Etimología
Rhus: nombre genérico que deriva de la palabra griega para "rojo", una alusión a los llamativos colores de otoño de algunas especies.
integrifolia: epíteto latino que significa "con hojas enteras".
Sinonimia
- Neostyphonia integrifolia (Nutt.) Shafer
- Schmaltzia integrifolia (Nutt.) F.A. Barkley
- Styphonia integrifolia Nutt.
- Toxicodendron integrifolium (Nutt.) Kuntze[4]